# Alexander-Patterson Sherry
Alexander-Patterson Sherry (* 8. Februar 1908 in Banknock; † 1966) war ein schottischer Fußballspieler.

## Karriere
Sherry spielte zuerst für den schottischen Verein Denny Hibernian, bevor er 1929 zum englischen Zweitligisten Preston North End wechselte; bei Preston war der Verteidiger Ergänzungsspieler und kam in einer Zeit, in der Ein- und Auswechslungen noch nicht möglich waren, in drei Jahren auf 14 bestrittene Zweitligapartien. 
Im Sommer 1932 wurde er vom französischen Erstligisten Olympique Marseille unter Vertrag genommen, der zur Saison 1932/33 den Profifußball in Frankreich mitbegründen sollte. Sherry stand auf dem Platz, als Marseille bei einem 2:1-Erfolg gegen Olympique Lille am 11. September 1932 erstmals ein Spiel in der neugeschaffenen Spielklasse bestritt; allerdings endete seine Laufbahn für Marseille bereits am 16. Oktober desselben Jahres, als er beim 1:1 gegen den FC Sète zum vierten und letzten Mal bei einem französischen Erstligaspiel auf dem Platz stand.